# Plecturocebus moloch
Plecturocebus moloch é uma espécie de Macaco do Novo Mundo, da família Pitheciidae e subfamília Callicebinae. É endêmico do Brasil, ocorrendo ao sul do rio Amazonas, nas margens direitas dos rios Aripuanã e Tapajós e margem esquerda dos rios Tocantins e Araguaia.
Possui entre 28 e 39 cm de comprimento sem a cauda, que tem entre 33 e 49 cm, com pouco dimorfismo sexual. Possui cor cinzenta com parte ventral do corpo apresentando coloração avermelhada.
Alguns taxonomistas incluem indivíduos nomeados como da espécie Plecturocebus moloch como membros da mesma espécie que o Callicebus moloch.